# Namorik
Namorik è un atollo dell'Oceano Pacifico.  Appartenente alle isole Ralik è amministrativamente una municipalità delle Isole Marshall. Ha una superficie di 2,77 km², una laguna di 7 km² e 772 abitanti (1999).

## Popolazione
| Popolazione |      |      |      |      |      |      |  |  |  |
| Anno        | 1958 | 1967 | 1973 | 1980 | 1988 | 1999 |  |  |  |
| Abitanti    | 523  | 547  | 431  | 617  | 814  | 772  |  |  |  |
|             |      |      |      |      |      |      |  |  |  |